# Festival di Berlino 2021

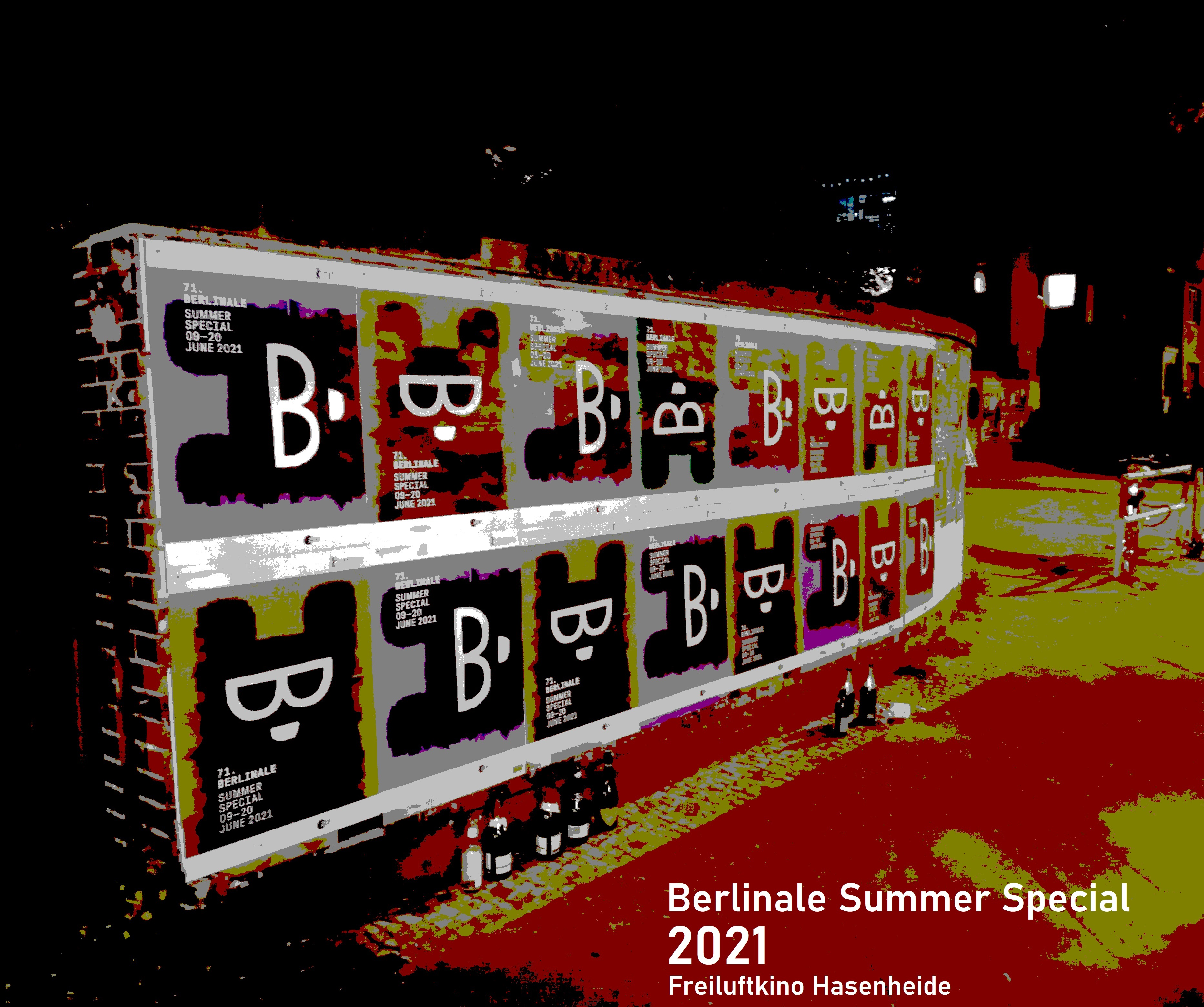
Summer Special 2021. Ingresso del cinema all’aperto nel Volkspark Hasenheide, nel quartiere di Neukölln.

La 71ª edizione del Festival internazionale del cinema di Berlino si è svolta a Berlino dal 1º al 5 marzo 2021. A causa della pandemia di COVID-19 diffusasi a livello mondiale dal dicembre 2019, e delle conseguenti misure restrittive riguardanti gli eventi culturali, il festival si è svolto in una forma "virtuale" (denominata Industry Event) riservata agli operatori del settore e alla stampa, alla quale è stata data l'opportunità di vedere e recensire i film online. A seguito dell'allentamento delle misure restrittive durante il periodo estivo, dal 9 al 20 giugno si è tenuto il Summer Special alla presenza del pubblico, che ha potuto così assistere all'intero programma della rassegna in cinema allestiti all'aperto.
Alla direzione del festival sono stati per il secondo anno Carlo Chatrian e Mariette Rissenbeek.
L'Orso d'oro è stato assegnato al film Sesso sfortunato o follie porno del regista rumeno Radu Jude.
In questa edizione l'Orso d'oro alla carriera e la Berlinale Kamera non sono stati assegnati.
A partire da questa edizione, gli Orsi d'argento per il miglior attore e per la migliore attrice sono stati sostituiti da quelli per le migliori interpretazioni da protagonista e da non protagonista, senza distinzione di genere.
La retrospettiva intitolata "No Angels - Mae West, Rosalind Russell & Carole Lombard", inizialmente prevista per il Summer Special, è stata posticipata all'edizione del 2022.

## Giurie

### Giuria internazionale
- Ildikó Enyedi, regista e sceneggiatrice (Ungheria)[4]
- Nadav Lapid, regista e sceneggiatore (Israele)
- Adina Pintilie, regista e sceneggiatrice (Romania)
- Mohammad Rasoulof, regista, sceneggiatore e produttore (Iran)
- Gianfranco Rosi, regista e documentarista (Italia)
- Jasmila Žbanić, regista, sceneggiatrice e produttrice (Bosnia ed Erzegovina)

### Giuria "Encounters"
- Florence Almozini, direttrice associata della programmazione del Lincoln Center (Francia)[4]
- Cecilia Barrionuevo, direttrice artistica del Festival internazionale del cinema di Mar del Plata (Argentina)
- Diedrich Diederichsen, editore, giornalista e critico culturale (Germania)

### Giuria "Opera prima"
- Azu Nwagbogu, fondatore e direttore della African Artists' Foundation e del Lagos Photo Festival (Nigeria)[4]
- Carmen Gray, giornalista e critica cinematografica (Nuova Zelanda/Regno Unito)
- Wieland Speck, regista, attore e consulente della Berlinale (Germania)

### Giuria "Documentari"
- Janna Ji Wonders, regista e sceneggiatrice (Stati Uniti/Germania)[4]
- Orwa Nyrabia, produttore e direttore artistico del Festival internazionale del documentario di Amsterdam (Siria)
- Albertina Carri, regista, sceneggiatrice e produttrice (Argentina)

### Giuria "Cortometraggi"
- Basim Magdy, artista multimediale (Egitto)[4]
- Christine A. Maier, direttrice della fotografia (Austria)
- Sebastian Urzendowsky, attore (Germania)

### Giurie "Generation"

#### Kinderjury/Jugendjury
Gli Orsi di cristallo sono stati assegnati da due giurie nazionali, la Kinderjury per la sezione "Kplus" e la Jugendjury per la sezione "14plus", composte rispettivamente da undici membri di 11-14 anni e sette membri di 14-18 anni selezionati dalla direzione del festival attraverso questionari inviati l'anno precedente.

#### Giuria internazionale
Il Grand Prix e lo Special Prize sono stati assegnati da una giuria internazionale composta dall'attrice Jella Haase (Germania), il regista, attore e sceneggiatore Mees Peijnenburg (Paesi Bassi) e la regista e sceneggiatrice Melanie Waelde (Germania).

## Selezione ufficiale

### In concorso
- Albatros, regia di Xavier Beauvois (Francia)
- Sesso sfortunato o follie porno (Babardeală cu bucluc sau porno balamuc), regia di Radu Jude (Romania, Lussemburgo, Croazia, Repubblica Ceca)
- Ballad of a White Cow, regia di Behtash Sanaeeha e Maryam Moqadam (Iran, Francia)
- A Cop Movie, regia di Alonso Ruizpalacios (Messico)
- Fabian oder Der Gang vor die Hunde, regia di Dominik Graf (Germania)
- Herr Bachmann und seine Klasse, regia di Maria Speth (Germania)
- Ich bin dein Mensch, regia di Maria Schrader (Germania)
- Inteurodeoksyeon, regia di Hong Sang-soo (Corea del Sud)
- Memory Box, regia di Joana Hadjithomas e Khalil Joreige (Francia, Libano, Canada, Qatar)
- Nebenan, regia di Daniel Brühl (Germania)
- Petite Maman, regia di Céline Sciamma (Francia)
- Ras vkhedavt, rodesac cas vukurebt?, regia di Alexandre Koberidze (Germania, Georgia)
- Rengeteg - Mindenhol látlak, regia di Bence Fliegauf (Ungheria)
- Természetes fény, regia di Dénes Nagy (Ungheria, Lettonia, Francia Germania)
- Il gioco del destino e della fantasia (Gūzen to sōzō), regia di Ryūsuke Hamaguchi (Giappone)

### Berlinale Special
- Best Sellers, regia di Lina Roessler (Canada, Regno Unito)
- Courage, regia di Aliaksei Paluyan (Germania)
- French Exit, regia di Azazel Jacobs (Canada, Irlanda)
- Je suis Karl, regia di Christian Schwochow (Germania, Repubblica Ceca)
- Language Lessons, regia di Natalie Morales (Stati Uniti)
- Limbo, regia di Pou-Soi Cheang (Hong Kong, Cina)
- The Mauritanian, regia di Kevin Macdonald (Regno Unito, Stati Uniti)
- Per Lucio, regia di Pietro Marcello (Italia)
- Tides, regia di Tim Fehlbaum (Germania, Svizzera)
- Tina, regia di Dan Lindsay e T.J. Martin (Stati Uniti)
- Wer wir waren, regia di Marc Bauder (Germania)

#### Berlinale Series
- Entre Hombres, regia di Pablo Fendrik (Argentina)
- Ich und die Anderen, regia di David Schalko (Germania, Austria)
- It's a Sin, regia di Peter Hoar (Regno Unito)
- Os Últimos Dias de Gilda, regia di Gustavo Pizzi (Brasile)
- Philly D.A., regia di Nicole Salazar, Yoni Brook e Ted Passon (Stati Uniti)
- Snöänglar, regia di Anna Zackrisson (Danimarca, Svezia)

### Encounters
- As I Want, regia di Samaher Alqadi (Egitto, Francia, Norvegia, Germania)
- Azor, regia di Andreas Fontana (Svizzera, Francia, Argentina)
- The Beta Test, regia di Jim Cummings e PJ McCabe (Stati Uniti, Regno Unito)
- Blutsauger, regia di Julian Radlmaier (Germania)
- Hygiène sociale, regia di Denis Côté (Canada)
- Das Mädchen und die Spinne, regia di Ramon e Silvan Zürcher (Svizzera)
- Mantagheye payani, regia di Bardia Yadegari e Ehsan Mirhosseini (Iran, Germania)
- Nous, regia di Alice Diop (Francia)
- Rock Bottom Riser, regia di Fern Silva (Stati Uniti)
- The Scary of Sixty-First, regia di Dasha Nekrasova (Stati Uniti)
- Selene 66 Questions, regia di Jacqueline Lentzou (Grecia, Francia)
- Taste, regia di Lē Bảo (Vietnam, Singapore, Francia, Thailandia, Germania, Taiwan)

### Cortometraggi
- Les attendants, regia di Truong Minh Quý (Francia, Singapore)
- Blastogenese X, regia di Conrad Veit e Charlotte Maria Kätzl (Germania)
- Deine Strasse, regia di Güzin Kar (Svizzera)
- Easter Eggs, regia di Nicolas Keppens (Belgio, Francia, Paesi Bassi)
- Glittering Barbieblood, regia di Ulu Braun (Germania)
- International Dawn Chorus Day, regia di John Greyson (Canada)
- A Love Song in Spanish, regia di Ana Elena Tejera (Francia, Panama)
- Luz de Presença, regia di Diogo Costa Amarante (Portogallo)
- More Happiness, regia di Livia Huang (Stati Uniti)
- Motorcyclist's Happiness Won't Fit Into His Suit, regia di Gabriel Herrera (Messico)
- Nanu Tudor, regia di Olga Lucovnicova (Belgio, Portogallo, Ungheria)
- One Hundred Steps, regia di Bárbara Wagner e Benjamin de Burca (Germania, Francia)
- One Thousand and One Attempts to Be an Ocean, regia di Wang Yuyan (Francia)
- Rehearsal, regia di Michael Omonua (Nigeria)
- Strange Object, regia di Miranda Pennell (Regno Unito)
- Vadim on a Walk, regia di Sasha Svirsky (Russia)
- Ventana, regia di Edgar Jorge Baralt (Stati Uniti)
- Xia Wu Guo Qu Le Yi Ban, regia di Zhang Dalei (Cina)
- Young Hearts, regia di Émilie Vandenameele (Francia)
- Zonder Meer, regia di Meltse Van Coillie (Belgio)

### Panorama
- Censor, regia di Prano Bailey-Bond (Regno Unito)
- Death of a Virgin, and the Sin of Not Living, regia di George Peter Barbari (Libano)
- Dirty Feathers, regia di Carlos Alfonso Corral (Stati Uniti, Messico)
- Die Frau des Piloten, regia di Anne Zohra Berrached (Germania, Francia)
- Genderation, regia di Monika Treut (Germania)
- Glück Bliss, regia di Henrika Kull (Germania)
- Kelti Celts, regia di Milica Tomović (Serbia)
- Der menschliche Faktor, regia di Ronny Trocker (Germania, Italia, Danimarca)
- Miguel's War, regia di Eliane Raheb (Libano, Germania, Spagna)
- Mishehu Yohav Mishehu, regia di Hadas Ben Aroya (Israele)
- Le monde après nous, regia di Louda Ben Salah-Cazanas (Francia)
- Night Raiders, regia di Danis Goulet (Canada, Nuova Zelanda)
- North By Current, regia di Angelo Madsen Minax (Stati Uniti)
- Okul Tıraşı, regia di Ferit Karahan (Turchia, Romania)
- Souad, regia di Ayten Amin (Egitto, Tunisia, Germania)
- Ted K, regia di Tony Stone (Stati Uniti)
- Théo et les métamorphoses, regia di Damien Odoul (Francia)
- A Última Floresta, regia di Luiz Bolognesi (Brasile)
- Yuko No Tenbin, regia di Yujiro Harumoto (Giappone)

### Forum
- Anmaßung, regia di Chris Wright, Stefan Kolbe (Germania)
- The First 54 Years – An Abbreviated Manual for Military Occupation, regia di Avi Mograbi (Francia, Finlandia, Israele, Germania)
- From Where They Stood, regia di Christophe Cognet (Francia, Germania)
- The Good Woman of Sichuan, regia di Sabrina Zhao (Canada)
- The Inheritance, regia di Ephraim Asili (Stati Uniti)
- Jack's Ride, regia di Susana Nobre (Portogallo)
- Jai Jumlong, regia di Anocha Suwichakornpong (Thailandia)
- Juste un mouvement, regia di Vincent Meessen (Belgio, Francia)
- Mbah Jhiwo, regia di Alvaro Gurrea (Spagna)
- Night Nursery, regia di Moumouni Sanou (Burkina Faso, Francia, Germania)
- A River Runs, Turns, Erases, Replaces, regia di Shengze Zhu (Stati Uniti)
- Ski, regia di Manque La Banca (Argentina, Brasile)
- Ste. Anne, regia di Rhayne Vermette (Canada)
- Taming the Garden, regia di Salomé Jashi (Svizzera, Germania, Georgia)
- Tzarevna Scaling, regia di Uldus Bakhtiozina (Russia)
- La veduta luminosa, regia di Fabrizio Ferraro (Italia, Spagna)
- What Will Summer Bring, regia di Ignacio Ceroi (Argentina)

### Generation
- Beans, regia di Tracey Deer (Canada)
- Cryptozoo, regia di Dash Shaw (Stati Uniti)
- Ensilumi, regia di Hamy Ramezan (Finlandia)
- Una escuela en Cerro Hueso, regia di Betania Cappato (Argentina)
- Fighter, regia di Jéro Yun (Corea del Sud)
- From the Wild Sea, regia di Robin Petré (Danimarca)
- Hannan xia ri, regia di Han Shuai (Cina)
- Jong chak yeok, regia di Kwon Min-pyo e Seo Han-sol (Corea del Sud)
- Last Days at Sea, regia di Venice Atienza (Filippine, Taiwan)
- La Mif (The Fam), regia di Fred Baillif (Svizzera)
- Mission Ulja Funk, regia di Barbara Kronenberg (Germania, Lussemburgo, Polonia)
- Nelly Rapp – Monsteragent, regia di Amanda Adolfsson (Svezia)
- Ninjababy, regia di Yngvild Sve Flikke (Norvegia)
- Stop-Zemlia, regia di Kateryna Gornostai (Ucraina)
- Tabija, regia di Igor Drljača (Canada, Bosnia ed Erzegovina)

### Perspektive Deutsches Kino
- In Bewegung bleiben Keep Moving, regia di Salar Ghazi (Germania)
- Instructions for Survival, regia di Yana Ugrekhelidze (Germania)
- Jesus Egon Christus Jesus Egon Christ, regia di David e Saša Vajda (Germania)
- Die Saat The Seed, regia di Mia Maariel Meyer (Germania)
- When a farm goes aflame, regia di Jide Tom Akinleminu (Germania)
- Wood and Water, regia di Jonas Bak (Germania, Francia)

### Retrospettiva
- Annie del Klondike (Klondike Annie), regia di Raoul Walsh (Stati Uniti)
- Belle of the Nineties, regia di Leo McCarey (Stati Uniti)
- Che donna! (What a Woman!), regia di Irving Cummings (Stati Uniti)
- Ciò che si chiama amore (This Thing Called Love), regia di Alexander Hall (Stati Uniti)
- La donna che amo (Lady by Choice), regia di David Burton (Stati Uniti)
- Donne (The Women), regia di George Cukor (Stati Uniti)
- Every Day's a Holiday, regia di A. Edward Sutherland (Stati Uniti)
- Goin' to Town, regia di Alexander Hall (Stati Uniti)
- Go West Young Man, regia di Henry Hathaway (Stati Uniti)
- L'impareggiabile Godfrey (My Man Godfrey), regia di Gregory La Cava (Stati Uniti)
- Lady Lou (She Done Him Wrong), regia di Lowell Sherman (Stati Uniti)
- Mia sorella Evelina (My Sister Eileen), regia di Alexander Hall (Stati Uniti)
- I milioni della manicure (Hands Across the Table), regia di Mitchell Leisen (Stati Uniti)
- La moglie bugiarda (True Confession), regia di Wesley Ruggles (Stati Uniti)
- My Little Chickadee, regia di Edward F. Cline (Stati Uniti)
- Nessun uomo le appartiene (No Man of Her Own), regia di Wesley Ruggles (Stati Uniti)
- Night After Night, regia di Archie Mayo (Stati Uniti)
- Non sono un angelo (I'm No Angel), regia di Wesley Ruggles (Stati Uniti)
- Nulla sul serio (Nothing Sacred), regia di William A. Wellman (Stati Uniti)
- La quadriglia dell'illusione (Four's a Crowd), regia di Michael Curtiz (Stati Uniti)
- Scandalo premeditato (Design for Scandal), regia di Norman Taurog (Stati Uniti)
- Segretario a mezzanotte (Take a Letter, Darling), regia di Mitchell Leisen (Stati Uniti)
- La signora del venerdì (His Girl Friday), regia di Howard Hawks (Stati Uniti)
- Il signore e la signora Smith (Mr. & Mrs. Smith), regia di Alfred Hitchcock (Stati Uniti)
- T'amerò follemente (Hired Wife), regia di William A. Seiter (Stati Uniti)
- Ventesimo secolo (Twentieth Century), regia di Howard Hawks (Stati Uniti)
- Vogliamo vivere! (To Be or Not to Be), regia di Ernst Lubitsch (Stati Uniti)

## Premi

### Premi della giuria internazionale
- Orso d'oro: Sesso sfortunato o follie porno (Babardeală cu bucluc sau porno balamuc) di Radu Jude
- Orso d'argento, gran premio della giuria: Il gioco del destino e della fantasia (Gūzen to sōzō) di Ryūsuke Hamaguchi
- Orso d'argento, premio della giuria: Herr Bachmann und seine Klasse di Maria Speth
- Orso d'argento per il miglior regista: Dénes Nagy per Természetes fény
- Orso d'argento per la miglior interpretazione da protagonista: Maren Eggert, per Ich bin dein Mensch di Maria Schrader
- Orso d'argento per la miglior interpretazione da non protagonista: Lilla Kizlinger, per Rengeteg - Mindenhol látlak di Bence Fliegauf
- Orso d'argento per la migliore sceneggiatura: Hong Sang-soo per Inteurodeoksyeon
- Orso d'argento per il miglior contributo artistico: Yibrán Asuad, per il montaggio di A Cop Movie di Alonso Ruizpalacios

### Premi della giuria "Encounters"
- Miglior film: Nous di Alice Diop
- Menzione speciale: Rock Bottom Riser di Fern Silva
- Premio speciale della giuria: Taste di Lē Bảo
- Miglior regista: ex aequo Ramon e Silvan Zürcher per Das Mädchen und die Spinne e Denis Côté per Hygiène sociale

### Premi della giuria "Opera prima"
- Migliore opera prima: The Scary of Sixty-First di Dasha Nekrasova
- Menzione speciale: Mantagheye payani di Bardia Yadegari e Ehsan Mirhosseini

### Premi della giuria "Documentari"
Il premio al miglior documentario sarà assegnato durante il Summer Special in programma nel giugno 2021.

### Premi della giuria "Cortometraggi"
- Orso d'oro per il miglior cortometraggio: Nanu Tudor di Olga Lucovnicova
- Orso d'argento, premio della giuria: Xia Wu Guo Qu Le Yi Ban di Zhang Dalei
- Berlin Short Film Nominee for the European Film Awards: Easter Eggs di Nicolas Keppens

### Premi della giuria "Generation"
- Grand Prix per il miglior film (categoria Kplus): Hannan xia ri di Han Shuai
- Menzione speciale: Una escuela en Cerro Hueso di Betania Cappato
- Grand Prix per il miglior film (categoria 14plus): La Mif (The Fam) di Fred Baillif
- Menzione speciale: Cryptozoo di Dash Shaw

### Premi delle giurie indipendenti
- Premio FIPRESCI: Ras vkhedavt, rodesac cas vukurebt? di Alexandre Koberidze
Premio FIPRESCI (Encounters): Das Mädchen und die Spinne di Ramon e Silvan Zürcher
Premio FIPRESCI (Panorama): Okul Tıraşı di Ferit Karahan
Premio FIPRESCI (Forum): Ski di Manque La Banca